# Hedda (film)
Hedda – brytyjski dramat filmowy z 1975 roku na podstawie sztuki Henrika Ibsena Hedda Gabler.

## Obsada
- Constance Chapman - Juliane Tesman
- Peter Eyre - Jørgen Tesman
- Glenda Jackson - Hedda Gabler
- Jennie Linden - Thea Elvsted
- Pam St. Clement - Berthe
- Patrick Stewart - Ejlert Løvborg
- Timothy West - Sędzia Brack

## Nagrody i nominacje
Oscary za rok 1975
- Najlepsza aktorka - Glenda Jackson (nominacja)

Złote Globy 1975
- Najlepszy film zagraniczny (nominacja)
- Najlepsza aktorka dramatyczna - Glenda Jackson (nominacja)